# Mordecaï Manuel Noah
Pour les articles homonymes, voir Noah.
Mordecaï Manuel Noah, né le 14 juillet 1785 à Philadelphie et décédé le 22 mai 1851 à New York, est un dramaturge, diplomate, journaliste et utopiste américain. Né dans une famille d'ascendance portugaise séfarade, il est le premier Juif né aux États-Unis à atteindre une notoriété nationale.

## Biographie
Noah s'engage dans le commerce et le droit mais, lors de son installation à Charleston en Caroline du Sud, il se consacre à la politique.

### Diplomate
En 1811, il est nommé par le président James Madison comme consul à Riga, située alors dans la Russie impériale, mais il refuse le poste. En 1813, il est nommé consul à Tunis où il sauve des citoyens américains retenus comme esclaves par des maîtres marocains. Toutefois, Noah est rappelé car, selon les termes du secrétaire d'État américain James Monroe, sa religion est un « obstacle à l'exercice de [ses] fonctions consulaires ». Ce geste provoque l'indignation parmi les Juifs mais aussi le reste de la population.

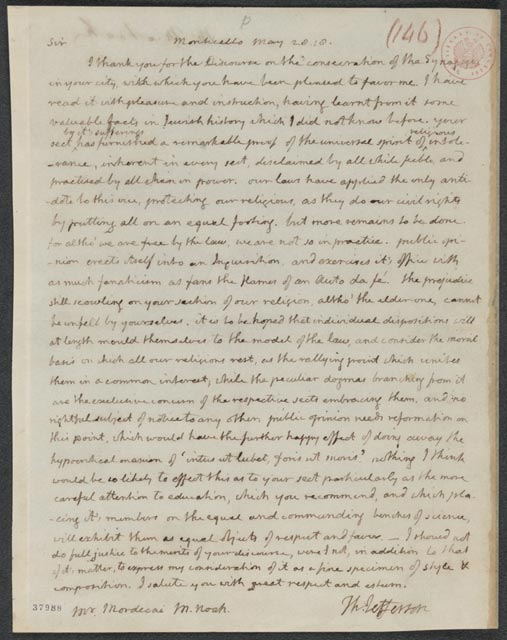
Lettre de Thomas Jefferson à Noah datée de 1818

Noah envoie de nombreuses lettres à la Maison-Blanche pour obtenir une réponse quant à la raison de la position de Monroe. Il rétorque qu'il a bien agi en sa qualité de consul et avait même été en mesure de répondre à la demande américaine d'obtenir la libération de certains otages détenus à Alger. Noah n'a jamais reçu une réponse légitime, ce qui l'inquiète car il craint que cela crée un précédent qui pourrait empêcher à l'avenir des Juifs d'occuper des positions élues ou des fonctions officielles aux États-Unis.
Noah proteste et obtient des lettres de John Adams, Thomas Jefferson et James Madison soutenant la séparation entre l'Église et l'État et la tolérance envers les Juifs. L'éminent leader du judaïsme réformé Isaac Harby est conduit à écrire, dans une lettre à Monroe, que « [les Juifs] ne doivent en aucun cas être considérés comme une secte religieuse tolérée par le gouvernement. Ils constituent une partie du peuple. Ils sont, en tout point partie intégrante des citoyens de la République ».

### Journaliste et dramaturge
Noah s'installe à New York où il fonde et édite divers journaux : The National Advertiser, The New York Enquirer (fusionné plus tard dans The Courier and Enquirer), The Evening Star et The Sunday Times.
En 1819, la pièce la plus réussie de Noah, She Would Be a Soldier, est produite. Celle-ci établit Noah comme le premier écrivain juif américain important ; elle est désormais incluse dans des anthologies au niveau collégial.

### Utopiste

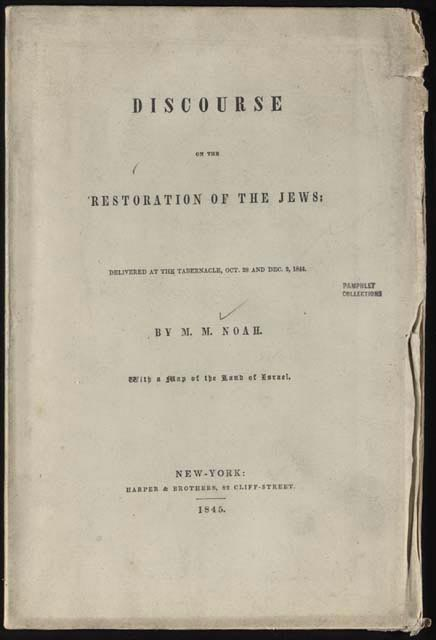
Page 1 du Discourse on the Restoration of the Jews ; la page 2 montre la carte de la terre d'Israël

En 1825, sans aucun soutien, pas même de ses compatriotes juifs, il tente de fonder un refuge juif à Grand Island sur la rivière Niagara ; il souhaite l'appeler « Ararat » d'après le mont Ararat, le lieu de repos de l'Arche de Noé selon la Bible. Il apporte avec lui une pierre angulaire qui indique : « Ararat, une ville de refuge pour les Juifs, fondée par Mordecaï M. Noah au mois de Tishri 5586 (septembre 1825) et dans la cinquantième année de l'indépendance américaine ».
Noah partage également la croyance parmi d'autres que certains des Indiens d'Amérique font partie des tribus perdues d'Israël. Se fondant sur cette idée, il écrit le Discourse on the Evidences of the American Indians being the Descendants of the Lost Tribes of Israel.
Le 2 septembre 1825, peu après son arrivée à Buffalo en provenance de New York, Noah dirige une petite procession à l'église épiscopale locale. Une brève cérémonie y est organisée : les psaumes sont chantés en hébreu, la pierre est posée sur la table de communion et la nouvelle proclamation instituant le refuge est lue. Elle constitue le début et la fin de l'aventure de Noah : il perd courage et retourne à New York quelques jours plus tard sans jamais avoir mis le pied sur l'île. La pierre est sortie de la salle d'audience de l'église et posée contre l'arrière du bâtiment. Elle est désormais exposée de façon permanente à la Société historique de Buffalo.
De 1827 à 1828, Noah conduit la machine politique du Tammany Hall à New York. Il est un fervent partisan de l'esclavage car il craint que l'émancipation ne menace la sécurité de tout le pays.
Dans son Discourse on the Restoration of the Jews (1845) , Noah proclame sa foi que les Juifs reviendraient sur la terre de leurs ancêtres et reconstruiraient leur ancienne patrie à Jérusalem. Devant le manque d'intérêt pour les autres projets il affirme dans son « discours » que seule cette éventualité motivera la communauté juive d'Amérique et d'Europe. Il appelle l'Amérique à prendre l'initiative dans cette entreprise et devient le précurseur du sionisme moderne .

## Publications
- 1813-1814 : Travels in England, France, Spain, and the Barbary States (lire en ligne)
- 1837 : Discourse of the Evidence of the American Indians being the descendants of the Lost Tribes of Israel
- 1844 : Discourse on the Restoration of the Jews

## Héritage
L'édition moderne des écrits de Noah, The Selected Writings of Mordecai Noah, est publiée par Michael Schuldiner et Daniel Kleinfeld chez Greenwood Press.
Le dessinateur Ben Katchor romance le plan de Noah pour Grand Island dans sa bande dessinée titrée Le Juif de New York. Noah est aussi un personnage mineur dans Burr, un roman de Gore Vidal publié en 1973.
Le rabbin conservateur américain Henry Noah est son descendant direct.